# 北郷 (札幌市)
北郷（きたごう）とは、北海道札幌市白石区の地名。郵便番号は003-0831から003-0839（北郷1条から北郷9条）・003-0849（その他）。
北郷（きたごう）に対して南郷（なんごう）と言う地名がある。かつては同様に北郷も音読みで北郷（ほくごう）と呼ばれていたが時代を経て今の呼び名が定着した。

## 地理
平和通の北東に位置する。その間に函館本線がある。東で川下（北白石川を境界とする）・川北（月寒川・厚別通を境界とする）、西で菊水元町（望月寒川・厚別通・米里行啓通を境界とする）、南で白石中央・平和通・流通センター（函館本線・千歳線を境界とする）、北で米里と隣接する。この地区の大部分は閑静な住宅街であるが、北部は出水のおそれがあるため市街化調整区域にして宅地化を規制している。特に北郷4条より北側は地盤沈下が激しい地区である。
北郷4条と5条の間にある坂（斜面）は、この辺りが豊平川扇状地の端であるために存在する。以前は河川開発が行われておらず、望月寒川の氾濫が多く発生していた。しかし、堤防の建設・豊平川下水処理場の建設によって河川の水位調整が可能となったことから、河川の氾濫は近年少なくなっている。
北郷1-4条・11-14丁目の北都団地は、白石町大谷地及び厚別町川下地域であったが、札幌市北都土地区画整理組合を結成し、1963年（昭和38年）から1966年（昭和41年）の4年間の継続事業で宅地を造成した後、1967年（昭和42年）北郷に編入された。これは大規模農地を住宅地化した北海道初の事業である。
近隣の川北2261番地には北海道札幌白石高等学校が設置されている。

### 河川
- 月寒川
- 望月寒川
- 旧月寒川

## 歴史
- 1879年（明治12年）：岩手県人稲垣岩松が入植する。
- 1884年（明治17年）：鈴木煉瓦製造場ができる。旧道庁、東京駅に鈴木煉瓦が使用されることになる。
- 1903年（明治36年）：国鉄（現：JR）白石駅開業。
- 1904年（明治37年）：国鉄（現：JR）白石駅からの道路が開通。（現在の市道北郷中央線で踏切から北郷小学校前～川北～川下に至る北海道中央バス白24川下線の道路）

※札幌新道付近は拡幅されて厚別通となっている。　現在でもJR白石駅付近（北郷1条5丁目～平和通5丁目）の踏切の名称は川下街道踏切。　※北郷、川北、川下地区では最初に開通した最も古い道路である。
- 1924年（大正13年）：北郷倶楽部建築。
- 1945年（昭和20年）：緊急開拓者が、東京から北郷と東米里に入植。
- 1950年（昭和25年）：札幌郡白石村が札幌市に編入。札幌市白石町北郷となる（この頃から急速に住宅地として発展するようになった）
- 1950年（昭和25年）：豪雨のため北郷、東米里一帯が被災する。
- 1962年（昭和37年）：札幌市営バス「北郷線」「川下線」が大通から開通。（現在の白23、白24系統）
- 1965年（昭和40年）：月寒川、翌年望月寒川改修に着手。北郷西住宅組合が結成され、鉄道沿線沿いの北側に面した水田地帯の宅地化が始まる。
- 1966年（昭和41年）：札幌市立北郷小学校開校[3]。
- 1967年（昭和42年）：白石町大谷地及び 厚別町川下地域であった、北都団地（北郷1～4条・11～14丁目）が北郷に編入。
- 1969年（昭和44年）：札幌市立北白石小学校開校。
- 1970年（昭和45年）：札幌市立北白石中学校開校。
- 1972年（昭和47年）：政令指定都市へ移行、白石区誕生。

札幌市白石区白石町北郷となる。後に白石町が重複することから削除され、
札幌市白石区北郷となる。
- 1973年（昭和48年）：札幌市立北都小学校開校。
- 1975年（昭和50年）：北13条北郷通が開通。（一部が北海道道864号大麻東雁来線に含まれる）
- 1975年（昭和50年）：道道環状通が地区内に開通。
- 1975年（昭和51年）：水源池通（北郷2条8丁目～平和通8丁目）のこ線橋が開通。
- 1976年（昭和51年）：札幌市営地下鉄白石駅が開業。北郷地区のバスは都心直行だったが、すべてここから発着となる。
- 1977年（昭和52年）：北郷地区の住宅地地価上昇率が全国2位となる[4]。
- 1979年（昭和54年）：札幌市立北都中学校開校。
- 1981年（昭和56年）：国道274号（札幌新道）開通
- 1981年（昭和56年）：北郷○番地以外の、北郷○条○丁目地区で住居表示実施。北郷○条○丁目○番○号となる。
- 1985年（昭和60年）：道央自動車道開通、北郷インターチェンジ設置。
- 1986年（昭和61年）：JR平和駅開業。
- 1988年（昭和63年）：厚別通が一部開通（フォト海道-水源池通と厚別・江別直結　新北郷橋が開通 1988年10月9日）。
- 1991年（平成3年）：川北1条1～3丁目の厚別通以南を北郷4条11・12丁目に編入。
- 1992年（平成4年）：竜巻が発生し北郷の一部に被害を与える。北郷ゴルフセンターのゴルフネット・鉄柱倒壊など建築物損壊57戸、負傷者5名。1971年からの気象台観測史上、道内最大の被害を出す[5]。
- 1993年（平成5年）：厚別通が全線開通。環状通と直結。
- 2003年（平成15年）：北13条北郷通に北郷流雪溝完成。
- 2004年（平成16年）：北海道中央バス55系統北海道中央バス白石営業所～北郷公園～札幌駅前、及びジェイ・アール北海道バス2系統北郷5条3丁目（後にＪＲ白石駅北口迄延長）～札幌駅が開通。28年ぶりに北郷からの都心直行バスが復活した（後に中央バス57系統白石営業所～厚別通～札幌駅前の路線も開通）。
- 2005年（平成17年）：JR白石駅周辺地区整備事業開始。
- 2008年（平成20年）：北郷こ線橋完成（北郷2条4丁目～平和通2丁目）。これに伴って北郷踏切を廃止。
- 2011年（平成23年）：JR白石駅橋上駅舎工事完成。北口供用開始。

## 住所
| 町丁                               | 郵便番号 |
| ---------------------------------- | -------- |
| 北郷1条1丁目～14丁目               | 003-0831 |
| 北郷2条1丁目～14丁目               | 003-0832 |
| 北郷3条1丁目～14丁目               | 003-0833 |
| 北郷4条1丁目～14丁目               | 003-0834 |
| 北郷5条3丁目～10丁目               | 003-0835 |
| 北郷6条3丁目〜4丁目、7丁目～10丁目 | 003-0836 |
| 北郷7条3丁目〜4丁目、7丁目～10丁目 | 003-0837 |
| 北郷8条3丁目〜4丁目、7丁目～10丁目 | 003-0838 |
| 北郷9条3丁目、7丁目～9丁目         | 003-0839 |
| 北郷○番地                          | 003-0849 |

## 交通

### 鉄道
- 白石駅
- 平和駅

### バス
北海道中央バスおよびジェイ・アール北海道バスによる、札幌駅や地下鉄白石駅とJR白石駅や白石営業所を結ぶ路線などが走行する。詳細は北海道中央バス白石営業所および空知線 (ジェイ・アール北海道バス)を参照。

### 道路
- 国道274号
- 環状通（北海道道89号札幌環状線）
- 北13条北郷通（大半が北海道道864号大麻東雁来線に指定）
- 水源池通
- 厚別通
- 道央自動車道北郷IC

## 教育

### 中学校
- 市立（北郷地区が学区に含まれる学校も記載）
  - 札幌市立北白石中学校（北郷6-3）
  - 札幌市立柏丘中学校（平和通8）
  - 札幌市立北都中学校（川下749）
  - 札幌市立米里中学校（米里1-4）

### 小学校
- 市立（北郷地区が学区に含まれる学校も記載）
  - 札幌市立北郷小学校（北郷4-5）
  - 札幌市立北白石小学校（北郷6-3）
  - 札幌市立北都小学校（北郷3-11）
  - 札幌市立川北小学校（川北4-2）
  - 札幌市立菊水小学校（菊水元町2-3）
  - 札幌市立米里小学校（米里1-3）